# Orihanove, Hadeaci
Orihanove (în ucraineană Оріханове) este un sat în comuna Bilencenkivka din raionul Hadeaci, regiunea Poltava, Ucraina.

## Demografie
Componența lingvistică a localității Orihanove
     Ucraineană (100%)
Conform recensământului din 2001, toată populația localității Orihanove era vorbitoare de ucraineană (100%).